# Dracula barrowii
Dracula barrowii är en orkidéart som beskrevs av Carlyle August Luer. Dracula barrowii ingår i släktet Dracula och familjen orkidéer.
Artens utbredningsområde är Peru. Inga underarter finns listade i Catalogue of Life.